# Atletiek op de Paralympische Zomerspelen 2024 - Kogelstoten vrouwen F46
Het Kogelstoten voor vrouwen klasse F46 op de Paralympische Zomerspelen 2024 vond plaats op 4 september in het Stade de France. Deze klasse is voor atletes met een matige of hoge mate van beperking in één of beide armen of het verlies van ledematen. Het was voor het eerst sinds de Spelen van 2000 in Sydney dat de vrouwen F46 klasse een eigen toernooi had bij het kogelstoten op de Paralympische Spelen. De titel werd gewonnen door de Amerikaanse Noelle Malkamaki het zilver was voor de Oekraïense Mariia Shpatkivska en de Nieuw-Zeelandse Holly Robinson won de bronzen medaille.

## Records
Voorafgaand aan het toernooi waren dit het wereldrecord en het Paralympisch record.
| Wereldrecord        | Verenigde Staten Noelle Malkamaki | 13.60 | Miramar | 20 juli 2024    |
| Paralympisch record | Duitsland Britta Jänicke          | 11.93 | Sydney  | 28 oktober 2000 |

## Uitslag
| Rang   | Atleet                  | Atleet | #1    | #2    | #3    | #4    | #5    | #6    | Resultaat | Bijz. |
| ------ | ----------------------- | ------ | ----- | ----- | ----- | ----- | ----- | ----- | --------- | ----- |
| Goud   | Noelle Malkamaki        | USA    | 13.51 | 13.95 | 13.38 | 14.06 | 13.48 | 14.00 | 14.06     | WR    |
| Zilver | Mariia Shpatkivska      | UKR    | 11.79 | 12.22 | 11.62 | 12.35 | 11.25 | 11.54 | 12.35     |       |
| Brons  | Holly Robinson          | CAN    | x     | 11.46 | 11.72 | 11.73 | 11.59 | 11.88 | 11.88     |       |
| 4      | Yukiko Saito            | JPN    | 10.91 | 11.03 | 11.26 | 11.42 | 11.28 | 11.61 | 11.61     |       |
| 5      | Suzana Nahirnei         | BRA    | 11.26 | 11.24 | 10.66 | 10.66 | 11.43 | 11.11 | 11.43     |       |
| 6      | Jihen Azaiez            | TUN    | 11.01 | 10.83 | 10.93 | x     | 10.60 | 10.94 | 11.01     |       |
| 7      | Katie Pegg              | CAN    | 10.43 | 10.72 | 10.41 | 10.33 | 10.34 | 10.62 | 10.72     |       |
| 8      | Jiamin Zhang            | CHN    | 10.66 | 10.46 | x     | x     | 10.40 | 9.72  | 10.66     |       |
| 9      | Roziyakhon Ergasheva    | UZB    | 9.08  | 9.71  | 9.96  |       |       |       | 9.96      | SB    |
| 10     | Saska Sokolov           | SRB    | 9.22  | 9.39  | 9.11  |       |       |       | 9.22      |       |
| 11     | Eivyde Vainauskaite     | LTU    | 9.16  | 9.13  | 9.33  |       |       |       | 9.33      |       |
| 12     | Shahinakhon Yigitalieva | UZB    | 9.01  | 9.32  | 8.24  |       |       |       | 9.32      |       |
| 13     | Ishona Charles          | GRN    | 8.18  | 8.74  | 9.30  |       |       |       | 8.74      | PB    |
| 14     | Amisha Rawat            | IND    | 9.25  | 8.72  | 9.00  |       |       |       | 9.25      | PB    |
| 15     | Kim Marie Vaske         | GER    | 6.52  | 8.89  | 9.04  |       |       |       | 9.04      |       |